# История королей Британии
«Исто́рия короле́й Брита́нии» (лат. Historia Regum Britanniae; вариант перевода — «История бри́ттов») — псевдоисторический труд, написанный около 1136 года Гальфридом Монмутским. Представляет собой хронику правления британских королей на протяжении двух тысячелетий, от заселения Британии троянцами и до захвата значительной её части англосаксами около VII века. «История королей Британии» стала одним из главных источников формирования британского мифологического цикла.
До XVI столетия работа Гальфрида воспринималась некритически, затем — скептически: когда описание событий (например, вторжение Юлия Цезаря в Британию) может быть проверено по другим источникам, Гальфрид оказывается крайне неточным. Современный научный консенсус состоит в том, что сочинение Гальфрида не представляет исторической ценности.
«История бриттов» считается вехой в развитии средневековой литературы, так как содержит наиболее ранние версии ряда мифов и легенд: в частности, первую версию истории короля Лира и его трёх дочерей, а также первый последовательный рассказ о жизни легендарного короля Артура.

## Содержание

### Посвящение
Гальфрид начинает книгу с указания цели её написания: «…я не нашел ничего о королях, живших до воплощения Иисуса Христа, ничего об Артуре и многих других после воплощения Христова, хотя свершенные ими деяния достойны славы вовеки и многие народы их помнят и о них повествуют, как если бы они были тщательно и подробно описаны». Он утверждает, что получил от архидиакона Уолтера Оксфордского «некую весьма древнюю книгу на языке бриттов», которую и постарался перевести на латинский язык. Также он упоминает в качестве источников Гильдаса и Беду. Далее следует посвящение Роберту Глостерскому и Галерану, графу де Мёлан.

### Книга первая
Непосредственно «История» начинается с троянца Энея, который, согласно римской легенде, после Троянской войны поселился в Италии. Его правнук Брут был изгнан из страны после того как случайно убил на охоте своего отца. За время своих скитаний Брут стал вождём троянцев; со своими людьми он нашёл в заброшенном городе храм Дианы, и богиня указала ему поселиться на острове в западном океане. Брут высадился на месте будущего Тотнеса и назвал остров, тогда носивший название Альбион, «Британией» по собственному имени. Он победил гигантов, бывших в то время единственными обитателями острова, и основал столицу, Новую Трою (лат. Troia Nova); в дальнейшем она была переименована в Лондон.

### Книги вторая и третья
После смерти Брута страну разделили между собой его сыновья Локрин, Камбр и Альбанакт; их королевства были названы Лоегрия, Камбрия (Уэльс) и Альбания (Шотландия). Далее в хронике кратко описывается правление потомков Локрина, включая короля Бладуда, который владел магией и даже пытался летать.
Сын Бладуда Леир правил на протяжении шестидесяти лет. У него не было сыновей и, состарившись, Леир решил разделить королевство между тремя дочерьми Гонориллой (лат. Gonorilla), Реган (лат. Regan) и Кордейлой (лат. Cordeilla). Чтобы решить, кто получит лучшую часть королевства, он спросил каждую из дочерей, насколько она любит его. Старшие дочери в высокопарных выражениях заверили отца в своей любви, но Кордейла ответила просто и искренне; разозлившись, король ничего не оставил ей. Гонорилле и Реган, вышедшим замуж за герцогов Альбании и Корнубии (Корнуолла), он отдал половину острова. Кордейла вышла за Аганиппа, короля франков, и уехала в Галлию. Через некоторое время Гонорилла и Реган со своими мужьями восстали и захватили всё королевство. Оставшись без своей свиты, Леир стал сожалеть о том, как поступил с младшей дочерью, и отправился к ней в Галлию.
Кордейла приняла отца с сочувствием, вернула ему свиту и царское одеяние. Аганипп собрал армию галлов, с помощью которой Леир вернул себе власть над Британией. После этого он правил ещё три года, а затем умер. Кордейла унаследовала британский престол и правила пять лет, пока против неё не восстали сыновья её сестёр Марган и Кунедагий. Они заключили Кордейлу в темницу, где она покончила с собой. Марган и Кунедагий разделили королевство между собой, но вскоре поссорились и объявили войну. В конце концов Кунедагий убил Маргана, захватил всё королевство и правил им тридцать три года. Впоследствии ему наследовал его сын Риваллон, «юноша удачливый и миролюбивый».
У короля Горбодуга, потомка Кунедагия, правившего через несколько поколений, было два сына, Феррекс и Поррекс. Между ними возник спор из-за наследства, приведший к гражданской войне. Поррекс убил брата в бою, но вскоре сам был убит во сне собственной матерью, которая любила погибшего сына больше, чем оставшегося в живых. Война возобновилась, за её время королевство побывало в руках у пяти королей. Остановил её Дунваллон Молмуций, сын короля Корнубии, победивший остальных королей и захвативший единоличную власть над островом. Он дал бриттам «законы, которые прозвали Молмутовы и которые до сих пор блюдутся у англов», в его правление, длившееся сорок лет, прекратились грабежи и нападения разбойников, исчезли насильники. После смерти Дунваллона его сыновья Белин и Бренний вновь начали в Британии гражданскую войну, но в конце концов они примирились и вместе захватили Рим. После победы Бренний остался в Италии, а Белин вернулся в Британию и правил там до конца своих дней.
Далее кратко говорится о многочисленных королях, периоды правления которых были благополучными. В их числе Луд, который переименовал в честь себя город Триновант в Каэрлуд, в дальнейшем Лондон. Луду наследовал его брат Кассибеллан.

### Книга четвёртая
После завоевания Галлии Юлий Цезарь увидел с побережья остров Британию и решил заставить британцев платить дань и повиноваться Риму. Он изложил это в послании Кассибеллану, но получил отказ. Цезарь направил в Британию свой флот, но был побеждён армией Кассибеллана и вынужден вернуться в Галлию. Два года спустя он предпринял ещё одну попытку, но и она не увенчалась успехом. Затем Кассибеллан поссорился с Андрогеем, одним из своих военачальников, который обратился к Цезарю с просьбой о помощи в осуществлении мести. Цезарь вновь вторгся в Британию, и Кассибеллан оказался в осаде на вершине холма. После нескольких дней он вынужден был обратиться к Андрогею с просьбой примирить его с Цезарем. Сжалившись, военачальник помог заключить соглашение, обязывающее Кассибеллана ежегодно платить Риму дань.
Через семь лет Кассибеллан умер, после него правил брат Андрогея Тенуанций, затем его сын Кимбелин и сын Кимбелина Гвидерий. Гвидерий отказался платить дань императору Клавдию, после чего тот вторгся в Британию. Гвидерий был убит римлянами в бою. Его брат Арвираг возглавил оборону, но в конце концов он согласился подчиниться Риму и женился на дочери Клавдия Генвиссе. Император вернулся в Рим, оставив провинцию под управлением Арвирага.
Линия британских королей продолжилась под управлением Рима и включала Луция, первого христианского короля Британии, и нескольких римлян, в том числе императора Константина I, узурпатора Аллекта и правителя Корнубии Асклепиодота. После длительного периода римского правления римляне решили, что больше не хотят защищать остров, и покинули Британию. Бритты тут же подверглись атакам пиктов, скоттов, норвежцев и данов. В отчаянии бритты отправили римскому генералу послание с просьбой о помощи, но не получили ответа (этот эпизод в значительной мере заимствован из «О разорении Британии» Гильдаса).

### Книги с пятой по двенадцатую
После ухода римлян к власти пришёл Вортигерн. Он пригласил саксов, возглавляемых Хенгистом и Хорсом, сражаться на его стороне в качестве наемников, но они восстали против него, и Британия оставалась в состоянии войны во время правления Аврелия Амброзия и его брата Утера Пендрагона, которым помогал волшебник Мерлин. Сын Утера Артур одержал несколько побед над саксонцами, и до его смерти они больше не представляли угрозы. Артур завоевал большую часть северной Европы, и в стране начался период мира и процветания, который длился, пока римский император Луций Тиберий не потребовал, чтобы Британия снова платила дань Риму. Артур победил Луция в Галлии, но во время его отсутствия его племянник Модред соблазнил королеву Ганхумару (лат. Ganhumara), женился на ней и захватил престол. Артур вернулся и убил Модреда, однако сам был смертельно ранен и переправлен на остров Аваллон. Королевство наследовал родственник Артура Константин.
После ухода Артура вернулись саксы, они становились всё более и более могущественными. Линия британских королей продолжалась до смерти Кадвалладра, после которого Британией стали править саксы.

## Влияние
История королей Британия Гальфрида приобрела широкую популярность уже при жизни автора, только от XII века сохранилось не менее 50 её рукописей. Обмениваясь материалами для собственных исторических трудов, нормандский хронист Робер де Ториньи предоставил Генриху Хантингдонскому копию «Истории королей Британии», которую оба историка воспринимали некритически и впоследствии использовали в собственных трудах, благодаря чему некоторые из фактов, вымышленных Гальфридом, попали в популярную историю. «История» Гальфрида стала основой для многих британских исторических и художественных произведений, а также предоставила богатый материал для валлийских бардов. Она стала чрезвычайно популярной в течение Высокого Средневековья, коренным образом изменив представление о британской истории до и во время англосаксонского периода, несмотря на критическое отношение таких писателей как Вильям Ньюбургский и Гиральд Камбрийский.
«История» была быстро переведена на нормандский в стихах Васом («Роман о Бруте») в 1155 году. Версия Васа была переведена на среднеанглийский в стихах Лайамоном («Брут») в начале XIII столетия. Во второй четверти XIII века Вильям Реннский представил латинскую версию «Истории» в стихах («Gesta Regum Britanniae»). Материалы из Гальфрида были включены во множество англонормандских и среднеанглийских прозаических компиляций исторических материалов начиная с XIII века.
К концу XIII столетия существовало несколько различных прозаических переводов Гальфрида на валлийский, вместе известных как «Brut y Brenhinedd» («Хроника королей»). Археолог Уильям Флиндерс Питри выдвинул в 1917 году предположение, что один из вариантов «Brut y Brenhinedd», так называемый «Brut Tysilio», является той самой древней книгой на языке бриттов, на которую ссылается Гальфрид, однако в самой книге утверждается, что она была переведена Уолтером Оксфордским с латыни на основании его собственного более раннего перевода с валлийского на латынь. Труд Гальфрида имеет большое значение, так как он привнес валлийскую культуру в британское общество и сделал её приемлемой. Также он содержит первое упоминание короля Лира и первое подробное жизнеописание короля Артура.
В течение многих столетий «История» воспринималась как подлинная хроника, невзирая на то, что её историко-мифологическую концепцию, помимо вышеуказанных Вильяма из Ньюбурга и Гиральда, подвергали обоснованной критике и хронист Вильям Мальмсберийский в «Истории английских королей» (сер. XII в.), и учёный настоятель аббатства в Сент-Олбансе Джон Уитхэмстед (1392—1465) в труде «Житница знаменитых мужей».
Популярные в XVI столетии «Хроники Англии, Шотландии и Ирландии» Рафаэля Холиншеда содержат немало материалов из сочинения Гальфрида.
Современные историки и литературоведы воспринимают «Историю королей Британии» как по большей части художественную работу, напоминающую своим стилем роман приключений, содержащую, однако, некоторую фактическую информацию. Джон Моррис в своей книге «Век Артура» называет её «преднамеренной мистификацией», хотя он основывает это утверждение на том, что ошибочно идентифицирует архидиакона Уолтера Оксфордского с сатирическим писателем Уолтером Мапом, жившим на столетие позже.
Работа Гальфрида продолжает оказывать влияние на популярную культуру — например, романы о Мерлине Мэри Стюарт и телевизионный фильм «Великий Мерлин» содержат значительное количество элементов, заимствованных из «Истории».

## Текстуальная история
Уцелело 215 средневековых манускриптов «Истории», несколько десятков из них были переписаны до конца XII столетия. Однако даже среди самых ранних рукописей может быть выделено большое количество текстуальных вариантов, например, так называемый «Первый вариант». Они различаются тремя разными предисловиями, а также наличием или отсутствием определённых эпизодов и фраз. Некоторые версии могут быть основаны на «авторских» дополнениях к ранним рукописям, но более вероятно, что они отражают ранние попытки изменять, дополнять и редактировать текст.
Восстановление исходного текста Гальфрида на основании различных вариантов — достаточно сложная задача, и степень трудностей, связанных с этим, была установлена лишь недавно.